# Amadeo Ortega
Amadeo Ortega (Itauguá, Paraguay, 19 de abril de 1905-17 de octubre de 1983) fue un futbolista de Paraguay que jugó en la posición de delantero.

## Carrera

### Club
| Periodo   | Club                 |
| --------- | -------------------- |
| 1929-1931 | River Plate Asunción |
| 1932-1933 | CA Atlanta           |
| 1934      | Argentinos Juniors   |
| 1935-1937 | CA Atlanta           |

### Selección nacional
Jugó para Paraguay en tres partidos de la Copa América 1937 donde anotó dos goles; y fue convocado para jugar en la Copa Mundial de Fútbol de 1930 pero no jugó.

## Logros
- Primera División de Paraguay (1): 1930